# 오가와라역
오가와라역(일본어: 大河原駅)은 일본 미야기현 시바타군 오가와라정에 있는 동일본 여객철도 도호쿠 본선의 역이다. 단선 · 섬식의 형태를 합친 복합 구조의 철도 역사이다.

## 타는 곳
| 1     | ■ 도호쿠 본선 | (하행) | 이와누마 · 나토리 · 센다이 방면     |
| 2 · 3 | ■ 도호쿠 본선 | (상행) | 시로이시 · 후쿠시마 · 고리야마 방면 |

## 이용 현황
| 연도     | 하루 평균 승차 인원 | 연도     | 하루 평균 승차 인원 |
| 2000년도 | 4,052               | 2006년도 | 3,574               |
| 2001년도 | 3,997               | 2007년도 | 3,523               |
| 2002년도 | 3,856               | 2008년도 | 3,435               |
| 2003년도 | 3,876               | 2009년도 | 3,356               |
| 2004년도 | 3,786               | 2010년도 | 3,218               |
| 2005년도 | 3,702               |          |                     |
| -------- | ------------------- | -------- | ------------------- |

## 역 주변
- 미야기현 오가와라 합동청사
- 센다이 은행 · 시치주시치 은행 오가와라 지점

## 인접 정차역
| 도호쿠 본선                | 도호쿠 본선   | 도호쿠 본선          |
| -------------------------- | ------------- | -------------------- |
| 기타시라카와 후쿠시마 방면 | ■ 도호쿠 본선 | 후나오카 센다이 방면 |